# Kathleen Russell
Kathleen Russell   (17 de novembre de 1912 - Johannesburg, 26 de novembre de 1992) va ser una nedadora sud-africana que va competir durant les dècades de 1920 i 1930.
El 1928 va prendre part en els Jocs Olímpics d'Amsterdam, on disputà dues proves del programa de natació. Guanyà la medalla de bronze en el la prova dels 4x100 metres lliures, formant equip amb Marie Bedford, Freddie van der Goes i Rhoda Rennie, mentre en els 100 metres lliures quedà eliminada en semifinals.
El 1934, als Jocs de la Commonwealth, guanyà la medalla de plata en la prova de 4x100 iardes lliures formant equip amb Jenny Maakal, Enid Hayward i Molly Ryde.